# قاعدة منغ الجوية العسكرية
قاعدة مِنِّغ الجوية (أو مطار منغ، قاعدة منغ الجوية) هي قاعدة سورية جوية موجودة على بعد 6 كم (3.7 ميل) جنوب أعزاز، حلب بسوريا.
كانت قاعدة منغ الجوية موطنًا لسرب تدريب الطيران الرابع، المجهز بطائرات التدريب MBB 223 Flamingo وطائرات الهليكوبتر Mil Mi-8.

## الحرب الأهلية السورية
أصبحت القاعدة الجوية هدفًا رئيسيًا للمعارضة المسلحة في الحرب الأهلية السورية في معركة حلب.وكانت القاعدة الجوية تحت حصار قوات المعارضة منذ أغسطس 2012 حتى سقوطها في أيدي المتمردين والإسلاميين(بما في ذلك داعش ولواء عاصفة الشمال ولواء التوحيد) في 6 أغسطس 2013.ووقعت بعد ذلك تحت سيطرة جبهة النصرة.في 10 فبراير 2016، استولت قوات سوريا الديمقراطية من عفرين المجاورة للقاعدة الجوية، بمساعدة الضربات الجوية الروسية.